# Sincéné (Toécé)
Pour les articles homonymes, voir Sincéné.
Sincéné est une commune rurale située dans le département de Toécé de la province du Bazèga dans la région du Centre-Sud au Burkina Faso.

## Géographie
Sincéné est situé à 8 km au Nord-Est de Toécé et à 4 km à l'Est de Dagouma et de la route nationale 5.

## Santé et éducation
Le centre de soins le plus proche de Sincéné est le centre de santé et de promotion sociale (CSPS) de Bonsrima.